# スモーキークォーツ

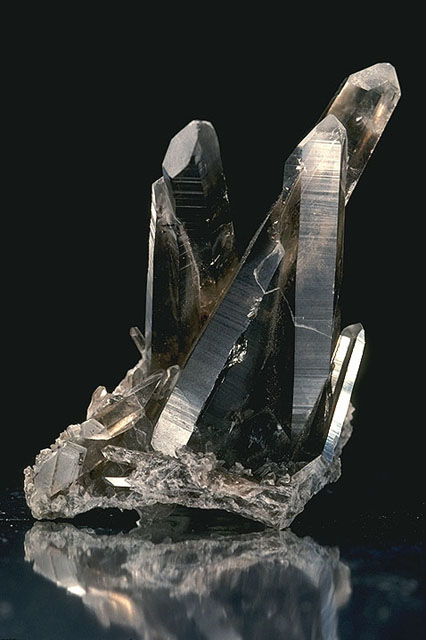
煙水晶

スモーキークォーツ（英語：smoky quartz）は、水晶の一種で、石英グループに属する鉱物の変種。煙水晶（けむりすいしょう）ともいう。

## 性質・特徴
モース硬度7。
茶色や黒っぽい煙がかったような色。
色彩に発色する原因は、はっきりとは分かっていないものの、地中で天然の放射線を受けると、ケイ素を置換した微量のアルミニウムイオンが三価のアルミニウムイオンから四価のアルミニウムイオンになり色中心（カラーセンター）となり、広範囲の波長の光を吸収するため灰色に見えるとされている。長期間にわたる放射線の影響で、受けた放射線の量が多いほど光の吸収部が増えていくことで淡灰色→灰色→黒色と色が濃くなる。

## 品種

### モリオン
非常に暗い茶色〜黒色の不透明な品種が、モリオンとして知られている。 モリオンは、スモーキークォーツのドイツ語、デンマーク語、スペイン語、ポーランド語の同義語でもある。 その名前は大プリニウスの博物誌におけるmormorionを読み間違えたことに由来する。 5.4の密度を有する。

### カンゴーム
カンゴームは、スコットランドのカンゴーム山脈に見られる様々なスモーキークォーツクリスタルである。 通常、スモーキーな黄褐色だが、いくつかの標本は灰色がかった茶色を示す。
スコットランドのジュエリーやキルトピンの装飾品やナイフSgian-dubhのハンドルとして使われている。最大の既知のカンゴーム結晶は、Braemar城に保管されている23.6 kg（52ポンド）の標本である。

## 用途・加工法
落ち着いた色合いから良質のものは、宝飾品や念珠として加工されたり、置物や印鑑などの素材としても幅広く用いられている。
天然の煙水晶は、結晶（クラスター）の状態では見つかるものの、宝飾品になるほどの高品質のものは決して安価ではない。天然石ビーズとして流通しているものの中には、いわゆるエンハンスメント（改良）と呼ばれる処理が施されているものが多数ある。安ければ安いほど、その傾向は強い。白水晶に人工的に放射線を浴びせて煙水晶にしたものもあれば、着色したものもある。その逆で、煙水晶を加熱処理して黄水晶（シトリン）として販売しているケースも度々見受けられる。

## サイド・ストーリー
かつては、トパーズの一種と誤認され、スモーキー・トパーズという名称で、高価な宝石材料とされていたこともある。